# Bugs Bunny et Bip Bip, le film-poursuite
Série
Le Monde fou, fou, fou de Bugs Bunny
(1981)
Pour plus de détails, voir Fiche technique et Distribution.
Bugs Bunny et Bip Bip, le film-poursuite ou L'Épopée de Bugs Bunny (The Bugs Bunny/Road Runner Movie) est un film d'animation américain de Chuck Jones et Phil Monroe sorti en 1979. Il consiste en une compilation de classiques de courts métrages de la série Looney Tunes, entrecoupés de séquence inédites mettant en scène Bugs Bunny.

## Synopsis
Le film met en scène Bugs Bunny parcourant son luxueux manoir et évoquant son histoire, ses « papas » comme Chuck Jones, Mel Blanc, etc. ainsi que ses rivaux comme Marvin le Martien, Vil Coyote ou Elmer Fudd, tout en ayant comme fil conducteur le thème de la poursuite. Ces séquences servent de transition entre des dessins animés, réduits ou non, de Warner Bros. La fin du film présente une longue compilation des aventures de Bip Bip et Coyote,.

## Fiche technique
- Titre original : The Great American Chase (titre de travail)[3] ; The Bugs Bunny/Road Runner Movie (sortie nationale)
- Titre français : L'Épopée de Bugs Bunny (titre de première exploitation) ; Bugs Bunny, Bip-Bip et les autres (titre belge)[4] ; Bugs Bunny et Bip Bip, le film-poursuite (ressortie)
- Titre québécois : Bugs Bunny et Road Runner, le film
- Réalisation : Chuck Jones et Phil Monroe
- Scénario : Chuck Jones et Michael Maltese
- Direction artistique : Ray Aragon et Maurice Noble
- Montage : Treg Brown
- Musique : Dean Eliott ; Milt Franklyn, William Lava, John Seely et Carl W. Stalling (archives)
- Production : Chuck Jones
- Sociétés de production : Chuck Jones Enterprises et Warner Bros. Pictures
- Société de distribution : Warner Bros.
- Pays d'origine : États-Unis
- Langue originale : anglais américain
- Format : couleur (Technicolor) - 35 mm - 1,37:1 - son mono
- Genre : animation
- Durée : 98 minutes
- Dates de sortie en salles : 
  - États-Unis : 28 septembre 1979 (sortie nationale)
  - France : 26 décembre 1979 (inédit à Paris)

## Distribution

### Voix originales
- Mel Blanc : Bugs Bunny / Daffy Duck / Porky Pig / Marvin the Martian (Marvin le Martien en VF) / Wile E. Coyote (Vil Coyote en VF) / Pepé Le Pew (Pépé le putois en VF) / Dr. I.Q High / Hassan
- Paul Julian : The Road Runner (Bip-Bip en VF, archive sonore)
- Arthur Q. Bryan : Elmer Fudd (archive sonore)
- Nicolai Shutorev : Giovanni Jones (voix chantée, archive sonore)

### Voix françaises

#### 1erdoublage (1979)
- Guy Piérauld : Bugs Bunny
- Pierre Trabaud : Daffy Duck
- Serge Lhorca : Porky Pig
- Claude Joseph : Marvin le Martien / Vil Coyote /  Pépé le putois / le narrateur / voix diverses
- Henry Djanik : Hassan
- Henri Labussière : Elmer (Rabbit Fire)
- Roger Carel : Elmer (What's Opera, Doc?)

Version française réalisée par PM Productions ; direction artistique : Claude Joseph.

#### 2edoublage (2001)
- Gérard Surugue : Bugs Bunny
- Patrick Guillemin : Daffy Duck / Vil Coyote / voix diverses
- Michel Mella : Porky Pig
- Jean-Loup Horwitz : Marvin le Martien
- François Carreras : Pépé le Putois
- Patrice Dozier : Elmer
- Bernard Métraux : le narrateur

Version française réalisée par Dubbing Brothers.

## Courts métrages

### Séquences issues de cartoons avec Bugs Bunny et/ou Daffy Duck
- Conflit de canard (réduit)
- La Guéguerre des étoiles
- Duck Dodgers au XXIVe siècle et des poussières
- Daffy des bois (réduit)
- Faut savoir ce qu'on veut
- Bunny toréador
- Ali Baba Bunny
- Chassé-croisé
- Relent d'amour (réduit)
- Bugs Bunny casse-noisettes (réduit)
- Quel opéra, docteur ?
- Opération Lapin (réduit)

### Séquences issues de cartoons avec Bip Bip et Coyote
- Hip Hip Hourra !
- Prenez-en de la graine
- Mon royaume pour un Bip Bip
- Qui va à la chasse
- Fuselage de pierre
- Abus dangereux
- Rien ne sert de fou rire
- Poursuite et Fin
- Coyote fend l'air
- Et que ça saute !
- Roule ma poule
- Les voilà repartis
- Omelette aux gnons
- Vite fait, mal fait
- Vrrrouum !
- Hopalong cassismique
- Bip-Bip toujours prêt

## Sorties vidéo
VHS
- 1988 : Bugs Bunny et ses amis, édition Pop-Corn, Warner Home Vidéo
- 2001 : Bugs Bunny il court, il court !, Warner Home Vidéo

DVD
- 2005 : Bugs Bunny's 3rd Movie: 1001 Rabbit Tales (double DVD), sorti aux États-Unis.

VOD
Le film a été mis en ligne sur iTunes, AppleTV et Filmo avec le 2e doublage français, ainsi que sur Netflix avec le doublage français d'origine.